# Edvard Eriksen
Edvard Eriksen (Copenhague, 10 de março de 1876 — 12 de janeiro de 1959) foi um escultor dinamarquês - islandês. 

## Biografia
Ele se tornou aprendiz de entalhador de madeira, após o qual treinou na Real Academia Dinamarquesa de Belas Artes entre 1894 e 1899. 
A obra mais famosa de Eriksen é a estátua de bronze da Pequena Sereia (Det Lille Havfrue). Em 1909, Jacob Christian Jacobsen, fundador da cervejaria Carlsberg, encomendou a obra de arte como um presente para a cidade de Copenhagen. Foi fundado em 23 de agosto de 1913 na costa do calçadão Langelinie no porto do antigo distrito portuário de Nyhavn. Duas mulheres diferentes serviram de modelo para criar a estátua. Eriksen usou sua esposa, Eline Eriksen, como modelo para o corpo da estátua e a atriz Ellen Price como modelo para a cabeça da sereia.
Entre suas outras obras estão as estátuas alegóricas Grief, Memory and Love feitas de mármore em 1908 para o sarcófago de Christian IX e da Rainha Luísa na Catedral de Roskilde. Edvard Eriksen lecionou na Royal Danish Academy entre 1908-1919 e foi conservador no Thorvaldsen Museum de 1930-1953.
Ele viajou pela Itália com sua família aprendendo a esculpir em mármore e foi nomeado professor honorário na Accademia di Belle Arti di Carrara. Ele foi nomeado Cavaleiro da Ordem de Dannebrog em 1932.

## Vida pessoal
Depois de se casar com Eline Vilhelmine Møller (1881-1963) em 1900, eles tiveram cinco filhos. Eriksen morreu em Copenhagen e foi enterrado no Cemitério Vestre.